# Sigekatu Kuroda
Sigekatu Kuroda (jap. 黒田 成勝, Kuroda Shigekatsu; * 11. November 1905 in der Präfektur Tokio; † 3. November 1972 in Baltimore) war ein japanischer Mathematiker, der sich mit Zahlentheorie und mathematischer Logik befasste.
Kuroda studierte Mathematik an der Kaiserlichen Universität Tokio mit dem Abschluss 1928. Er war Schüler von Teiji Takagi, dem berühmten Zahlentheoretiker. Da Kuroda sich aber zunächst den Grundlagen der Mathematik und der mathematischen Logik zuwandte, brachte ihm dies Karrierenachteile, da dieses Gebiet damals in Japan ein Außenseiter-Fach war. Er war ab 1932 Assistent an der Universität Tokio und wurde 1933 Professor an der Frauenuniversität Ochanomizu in Tokio. 1942 wurde er Professor an der neu gegründeten Universität Nagoya. 1945 erhielt er einen Doktortitel der Universität Tokio. 1953/54 war er Dekan an der Universität Nagoya. 1962 war er Gastprofessor an der University of Maryland, wo er ab 1963 bis zu seiner Emeritierung 1972 Professor war.
Nach dem Zweiten Weltkrieg wurde er ein Vertreter des Intuitionismus von L. E. J. Brouwer. 1954 war er Gastredner auf dem Internationalen Mathematikerkongress in Amsterdam (On the intuitionistic and formalistic theory of real numbers). 1955/56 war er am Institute for Advanced Study, wo er auch Kurt Gödel traf (den er 1960 nochmals bei einem Besuch in Princeton traf).
Neben Grundlagen der Mathematik befasste er sich mit algebraischer Zahlentheorie und in den USA in den 1960er Jahren mit numerischen Computerberechnungen in der algebraischen Zahlentheorie (Berechnung von Klassenzahlen).
Er war mit der Tochter Yaeko von Teiji Takagi verheiratet, mit der er drei Söhne hatte, die alle Mathematiker wurden, darunter  Sige-Yuki Kuroda (1934–2009), Professor für Linguistik an der University of California, San Diego.
Zuletzt gab er die Gesammelten Werke seines Lehrers Takagi heraus, die 1973 erschienen. Er war einer der Gründer und Herausgeber des Nagoya Mathematical Journal.

## Schriften
- Grundlagen der Mathematik (japanisch) 1933
- Mengenlehre (japanisch) 1938
- mit Tomio Kubota: 整数論 : 代数的整数論の基礎. („Zahlentheorie. Grundlagen der algebraischen Zahlentheorie“), Asakura Shoten, Tokio 1963
- Intuitionistische Untersuchungen der formalistischen Logik, Nagoya Math. J., 2, 1951, 35–47, Online